# Тристан, Флора
Флора Тристан (фр. Flora Tristan; 7 апреля 1803 года, Париж — 14 ноября 1844 года, Бордо, Франция) — французская писательница и активистка суфражистского движения. 
Тристан внесла важный вклад в раннюю феминистскую теорию, и утверждала, что прогресс в области прав женщин непосредственно связан с прогрессом рабочего класса. Она написала несколько произведений, наиболее известными из которых являются «Скитания парии» (1838), «Прогулки по Лондону» (1840) и «Рабочий союз» (1843). 
Бабушка художника Поля Гогена.